# نیک فریمن (بازیکن فوتبال)
نیک فریمن (انگلیسی: Nick Freeman؛ زادهٔ ۷ نوامبر ۱۹۹۵) بازیکن فوتبال اهل بریتانیا است.
از باشگاه‌هایی که در آن بازی کرده‌است می‌توان به باشگاه فوتبال وایکام واندررز اشاره کرد.